# Hörby (plaats in Skåne)
Hörby is de hoofdplaats van de gelijknamige gemeente Hörby in Skåne de zuidelijkste provincie van Zweden. De plaats heeft een inwoneraantal van 6651 (2005) en een oppervlakte van 408 hectare.

## Verkeer en vervoer
Langs de plaats lopen de E13 en Riksväg 13.